# Lilla Gaina
Lilla Gaina är en sjö i Storumans kommun i Lappland och ingår i Umeälvens huvudavrinningsområde. Sjön har en area på 0,118 kvadratkilometer och ligger 558,4 meter över havet.

## Delavrinningsområde
Lilla Gaina ingår i det delavrinningsområde (730010-146380) som SMHI kallar för Utloppet av Lilla Gaina. Medelhöjden är 595 meter över havet och ytan är 1,22 kvadratkilometer. Det finns inga avrinningsområden uppströms utan avrinningsområdet är högsta punkten. Vattendraget som avvattnar avrinningsområdet har biflödesordning 3, vilket innebär att vattnet flödar genom totalt 3 vattendrag innan det når havet efter 397 kilometer. Avrinningsområdet består mestadels av skog (90 procent). Avrinningsområdet har 0,12 kvadratkilometer vattenytor vilket ger det en sjöprocent på 9,7 procent.